# Звягінцев Вадим Вікторович
Вадим Звягінцев (рос. Вадим Звягинцев; 18 серпня 1976, Москва) — російський шахіст, гросмейстер від 1994 року.

## Шахова кар'єра
У 13 років вступив до шахової школи Марка Дворецького, де швидко розвинув свої здібності. 1992 року здобув у Рімавскій Соботі звання чемпіона Європи серед юнаків до 16 років а також поділив 1-ше місце (разом з Петром Свідлером) на чемпіонаті СНД серед юнаків до 18 років. Наступного року переміг на турнірі в Штоккерау (з результатом 8 очок у 9 партіях) а також на турнірі за швейцарською системою в Лосдорфі. 1994 року поділив 1-ше місце на відкритих турнірах у Рейк'явіку та Санкт-Петербурзі і на турнірі XII категорії ФІДЕ в Альтенштайгу (разом з Джонатаном Спілменом). На перетині 1994—1995 років посів 2-ге місце на сильному (XIII категорія) турнірі в Памплоні (після Олександра Морозевича). Ті результати дозволили йому в 1995 році уперше перетнути межу 2600 пунктів рейтингу Ело. У наступних роках святкував перемоги на відкритих турнірах у Барбері (1996) i Калькуті (1997, разом з Яаном Ельвестом). 1997 року виграв також сильний турнір (XV категорія) 12-й меморіал Мілана Відмара в Порторожі (попереду Зураба Азмайпарашвілі). Через рік досягнув значного успіху, посівши на елітному турнірі в Тілбургу досить високе 4-те місце (перед зокрема Володимиром Крамником, Майклом Адамсом, Петром Свідлером i Веселином Топаловим). 1999 року поділив 1-ше місце на турнірі XIV категорії в Ессені а також посів 2-ге місце (позаду Олександра Бєлявського) на меморіалі Відмара в Порторожі. У 2000 році знову в Ессені поділив 1-ше місце. Два роки по тому, 2002 року, на тому самому турнірі з дуже сильним складом (XVI категорія) досягнув можливо найбільшого успіху у своєму житті, одноосібно перемігши (попереду Петера Леко) і набравши 7½ очок у 9 партіях. 2005 року посів 4-те місце в суперфіналі чемпіонату Росії (XVII категорія), який відбувся в Москві, випередивши зокрема Володимира Крамника, Петра Свідлера i Олексія Дрєєва. У 2006 році поділив 2-ге місце на щорічному елітному турнірu (XVIII категорії) Пойковський (позаду Олексія Широва).
|   | a | b | c | d | e | f | g | h |   |
| 8 | e8 чорна тура · g8 чорний король · b7 чорний слон · f7 чорний пішак · h7 чорний пішак · a6 чорний пішак · d6 чорний слон · e6 чорний ферзь · g6 чорний пішак · c5 чорний пішак · d5 білий пішак · b4 чорний пішак · c4 білий ферзь · f4 білий слон · g4 чорний кінь · f3 білий король · g3 білий пішак · a2 білий пішак · b2 білий пішак · e2 білий кінь · g2 білий слон · a1 біла тура · d1 біла тура | e8 чорна тура · g8 чорний король · b7 чорний слон · f7 чорний пішак · h7 чорний пішак · a6 чорний пішак · d6 чорний слон · e6 чорний ферзь · g6 чорний пішак · c5 чорний пішак · d5 білий пішак · b4 чорний пішак · c4 білий ферзь · f4 білий слон · g4 чорний кінь · f3 білий король · g3 білий пішак · a2 білий пішак · b2 білий пішак · e2 білий кінь · g2 білий слон · a1 біла тура · d1 біла тура | e8 чорна тура · g8 чорний король · b7 чорний слон · f7 чорний пішак · h7 чорний пішак · a6 чорний пішак · d6 чорний слон · e6 чорний ферзь · g6 чорний пішак · c5 чорний пішак · d5 білий пішак · b4 чорний пішак · c4 білий ферзь · f4 білий слон · g4 чорний кінь · f3 білий король · g3 білий пішак · a2 білий пішак · b2 білий пішак · e2 білий кінь · g2 білий слон · a1 біла тура · d1 біла тура | e8 чорна тура · g8 чорний король · b7 чорний слон · f7 чорний пішак · h7 чорний пішак · a6 чорний пішак · d6 чорний слон · e6 чорний ферзь · g6 чорний пішак · c5 чорний пішак · d5 білий пішак · b4 чорний пішак · c4 білий ферзь · f4 білий слон · g4 чорний кінь · f3 білий король · g3 білий пішак · a2 білий пішак · b2 білий пішак · e2 білий кінь · g2 білий слон · a1 біла тура · d1 біла тура | e8 чорна тура · g8 чорний король · b7 чорний слон · f7 чорний пішак · h7 чорний пішак · a6 чорний пішак · d6 чорний слон · e6 чорний ферзь · g6 чорний пішак · c5 чорний пішак · d5 білий пішак · b4 чорний пішак · c4 білий ферзь · f4 білий слон · g4 чорний кінь · f3 білий король · g3 білий пішак · a2 білий пішак · b2 білий пішак · e2 білий кінь · g2 білий слон · a1 біла тура · d1 біла тура | e8 чорна тура · g8 чорний король · b7 чорний слон · f7 чорний пішак · h7 чорний пішак · a6 чорний пішак · d6 чорний слон · e6 чорний ферзь · g6 чорний пішак · c5 чорний пішак · d5 білий пішак · b4 чорний пішак · c4 білий ферзь · f4 білий слон · g4 чорний кінь · f3 білий король · g3 білий пішак · a2 білий пішак · b2 білий пішак · e2 білий кінь · g2 білий слон · a1 біла тура · d1 біла тура | e8 чорна тура · g8 чорний король · b7 чорний слон · f7 чорний пішак · h7 чорний пішак · a6 чорний пішак · d6 чорний слон · e6 чорний ферзь · g6 чорний пішак · c5 чорний пішак · d5 білий пішак · b4 чорний пішак · c4 білий ферзь · f4 білий слон · g4 чорний кінь · f3 білий король · g3 білий пішак · a2 білий пішак · b2 білий пішак · e2 білий кінь · g2 білий слон · a1 біла тура · d1 біла тура | e8 чорна тура · g8 чорний король · b7 чорний слон · f7 чорний пішак · h7 чорний пішак · a6 чорний пішак · d6 чорний слон · e6 чорний ферзь · g6 чорний пішак · c5 чорний пішак · d5 білий пішак · b4 чорний пішак · c4 білий ферзь · f4 білий слон · g4 чорний кінь · f3 білий король · g3 білий пішак · a2 білий пішак · b2 білий пішак · e2 білий кінь · g2 білий слон · a1 біла тура · d1 біла тура | 8 |
| 7 | e8 чорна тура · g8 чорний король · b7 чорний слон · f7 чорний пішак · h7 чорний пішак · a6 чорний пішак · d6 чорний слон · e6 чорний ферзь · g6 чорний пішак · c5 чорний пішак · d5 білий пішак · b4 чорний пішак · c4 білий ферзь · f4 білий слон · g4 чорний кінь · f3 білий король · g3 білий пішак · a2 білий пішак · b2 білий пішак · e2 білий кінь · g2 білий слон · a1 біла тура · d1 біла тура | e8 чорна тура · g8 чорний король · b7 чорний слон · f7 чорний пішак · h7 чорний пішак · a6 чорний пішак · d6 чорний слон · e6 чорний ферзь · g6 чорний пішак · c5 чорний пішак · d5 білий пішак · b4 чорний пішак · c4 білий ферзь · f4 білий слон · g4 чорний кінь · f3 білий король · g3 білий пішак · a2 білий пішак · b2 білий пішак · e2 білий кінь · g2 білий слон · a1 біла тура · d1 біла тура | e8 чорна тура · g8 чорний король · b7 чорний слон · f7 чорний пішак · h7 чорний пішак · a6 чорний пішак · d6 чорний слон · e6 чорний ферзь · g6 чорний пішак · c5 чорний пішак · d5 білий пішак · b4 чорний пішак · c4 білий ферзь · f4 білий слон · g4 чорний кінь · f3 білий король · g3 білий пішак · a2 білий пішак · b2 білий пішак · e2 білий кінь · g2 білий слон · a1 біла тура · d1 біла тура | e8 чорна тура · g8 чорний король · b7 чорний слон · f7 чорний пішак · h7 чорний пішак · a6 чорний пішак · d6 чорний слон · e6 чорний ферзь · g6 чорний пішак · c5 чорний пішак · d5 білий пішак · b4 чорний пішак · c4 білий ферзь · f4 білий слон · g4 чорний кінь · f3 білий король · g3 білий пішак · a2 білий пішак · b2 білий пішак · e2 білий кінь · g2 білий слон · a1 біла тура · d1 біла тура | e8 чорна тура · g8 чорний король · b7 чорний слон · f7 чорний пішак · h7 чорний пішак · a6 чорний пішак · d6 чорний слон · e6 чорний ферзь · g6 чорний пішак · c5 чорний пішак · d5 білий пішак · b4 чорний пішак · c4 білий ферзь · f4 білий слон · g4 чорний кінь · f3 білий король · g3 білий пішак · a2 білий пішак · b2 білий пішак · e2 білий кінь · g2 білий слон · a1 біла тура · d1 біла тура | e8 чорна тура · g8 чорний король · b7 чорний слон · f7 чорний пішак · h7 чорний пішак · a6 чорний пішак · d6 чорний слон · e6 чорний ферзь · g6 чорний пішак · c5 чорний пішак · d5 білий пішак · b4 чорний пішак · c4 білий ферзь · f4 білий слон · g4 чорний кінь · f3 білий король · g3 білий пішак · a2 білий пішак · b2 білий пішак · e2 білий кінь · g2 білий слон · a1 біла тура · d1 біла тура | e8 чорна тура · g8 чорний король · b7 чорний слон · f7 чорний пішак · h7 чорний пішак · a6 чорний пішак · d6 чорний слон · e6 чорний ферзь · g6 чорний пішак · c5 чорний пішак · d5 білий пішак · b4 чорний пішак · c4 білий ферзь · f4 білий слон · g4 чорний кінь · f3 білий король · g3 білий пішак · a2 білий пішак · b2 білий пішак · e2 білий кінь · g2 білий слон · a1 біла тура · d1 біла тура | e8 чорна тура · g8 чорний король · b7 чорний слон · f7 чорний пішак · h7 чорний пішак · a6 чорний пішак · d6 чорний слон · e6 чорний ферзь · g6 чорний пішак · c5 чорний пішак · d5 білий пішак · b4 чорний пішак · c4 білий ферзь · f4 білий слон · g4 чорний кінь · f3 білий король · g3 білий пішак · a2 білий пішак · b2 білий пішак · e2 білий кінь · g2 білий слон · a1 біла тура · d1 біла тура | 7 |
| 6 | e8 чорна тура · g8 чорний король · b7 чорний слон · f7 чорний пішак · h7 чорний пішак · a6 чорний пішак · d6 чорний слон · e6 чорний ферзь · g6 чорний пішак · c5 чорний пішак · d5 білий пішак · b4 чорний пішак · c4 білий ферзь · f4 білий слон · g4 чорний кінь · f3 білий король · g3 білий пішак · a2 білий пішак · b2 білий пішак · e2 білий кінь · g2 білий слон · a1 біла тура · d1 біла тура | e8 чорна тура · g8 чорний король · b7 чорний слон · f7 чорний пішак · h7 чорний пішак · a6 чорний пішак · d6 чорний слон · e6 чорний ферзь · g6 чорний пішак · c5 чорний пішак · d5 білий пішак · b4 чорний пішак · c4 білий ферзь · f4 білий слон · g4 чорний кінь · f3 білий король · g3 білий пішак · a2 білий пішак · b2 білий пішак · e2 білий кінь · g2 білий слон · a1 біла тура · d1 біла тура | e8 чорна тура · g8 чорний король · b7 чорний слон · f7 чорний пішак · h7 чорний пішак · a6 чорний пішак · d6 чорний слон · e6 чорний ферзь · g6 чорний пішак · c5 чорний пішак · d5 білий пішак · b4 чорний пішак · c4 білий ферзь · f4 білий слон · g4 чорний кінь · f3 білий король · g3 білий пішак · a2 білий пішак · b2 білий пішак · e2 білий кінь · g2 білий слон · a1 біла тура · d1 біла тура | e8 чорна тура · g8 чорний король · b7 чорний слон · f7 чорний пішак · h7 чорний пішак · a6 чорний пішак · d6 чорний слон · e6 чорний ферзь · g6 чорний пішак · c5 чорний пішак · d5 білий пішак · b4 чорний пішак · c4 білий ферзь · f4 білий слон · g4 чорний кінь · f3 білий король · g3 білий пішак · a2 білий пішак · b2 білий пішак · e2 білий кінь · g2 білий слон · a1 біла тура · d1 біла тура | e8 чорна тура · g8 чорний король · b7 чорний слон · f7 чорний пішак · h7 чорний пішак · a6 чорний пішак · d6 чорний слон · e6 чорний ферзь · g6 чорний пішак · c5 чорний пішак · d5 білий пішак · b4 чорний пішак · c4 білий ферзь · f4 білий слон · g4 чорний кінь · f3 білий король · g3 білий пішак · a2 білий пішак · b2 білий пішак · e2 білий кінь · g2 білий слон · a1 біла тура · d1 біла тура | e8 чорна тура · g8 чорний король · b7 чорний слон · f7 чорний пішак · h7 чорний пішак · a6 чорний пішак · d6 чорний слон · e6 чорний ферзь · g6 чорний пішак · c5 чорний пішак · d5 білий пішак · b4 чорний пішак · c4 білий ферзь · f4 білий слон · g4 чорний кінь · f3 білий король · g3 білий пішак · a2 білий пішак · b2 білий пішак · e2 білий кінь · g2 білий слон · a1 біла тура · d1 біла тура | e8 чорна тура · g8 чорний король · b7 чорний слон · f7 чорний пішак · h7 чорний пішак · a6 чорний пішак · d6 чорний слон · e6 чорний ферзь · g6 чорний пішак · c5 чорний пішак · d5 білий пішак · b4 чорний пішак · c4 білий ферзь · f4 білий слон · g4 чорний кінь · f3 білий король · g3 білий пішак · a2 білий пішак · b2 білий пішак · e2 білий кінь · g2 білий слон · a1 біла тура · d1 біла тура | e8 чорна тура · g8 чорний король · b7 чорний слон · f7 чорний пішак · h7 чорний пішак · a6 чорний пішак · d6 чорний слон · e6 чорний ферзь · g6 чорний пішак · c5 чорний пішак · d5 білий пішак · b4 чорний пішак · c4 білий ферзь · f4 білий слон · g4 чорний кінь · f3 білий король · g3 білий пішак · a2 білий пішак · b2 білий пішак · e2 білий кінь · g2 білий слон · a1 біла тура · d1 біла тура | 6 |
| 5 | e8 чорна тура · g8 чорний король · b7 чорний слон · f7 чорний пішак · h7 чорний пішак · a6 чорний пішак · d6 чорний слон · e6 чорний ферзь · g6 чорний пішак · c5 чорний пішак · d5 білий пішак · b4 чорний пішак · c4 білий ферзь · f4 білий слон · g4 чорний кінь · f3 білий король · g3 білий пішак · a2 білий пішак · b2 білий пішак · e2 білий кінь · g2 білий слон · a1 біла тура · d1 біла тура | e8 чорна тура · g8 чорний король · b7 чорний слон · f7 чорний пішак · h7 чорний пішак · a6 чорний пішак · d6 чорний слон · e6 чорний ферзь · g6 чорний пішак · c5 чорний пішак · d5 білий пішак · b4 чорний пішак · c4 білий ферзь · f4 білий слон · g4 чорний кінь · f3 білий король · g3 білий пішак · a2 білий пішак · b2 білий пішак · e2 білий кінь · g2 білий слон · a1 біла тура · d1 біла тура | e8 чорна тура · g8 чорний король · b7 чорний слон · f7 чорний пішак · h7 чорний пішак · a6 чорний пішак · d6 чорний слон · e6 чорний ферзь · g6 чорний пішак · c5 чорний пішак · d5 білий пішак · b4 чорний пішак · c4 білий ферзь · f4 білий слон · g4 чорний кінь · f3 білий король · g3 білий пішак · a2 білий пішак · b2 білий пішак · e2 білий кінь · g2 білий слон · a1 біла тура · d1 біла тура | e8 чорна тура · g8 чорний король · b7 чорний слон · f7 чорний пішак · h7 чорний пішак · a6 чорний пішак · d6 чорний слон · e6 чорний ферзь · g6 чорний пішак · c5 чорний пішак · d5 білий пішак · b4 чорний пішак · c4 білий ферзь · f4 білий слон · g4 чорний кінь · f3 білий король · g3 білий пішак · a2 білий пішак · b2 білий пішак · e2 білий кінь · g2 білий слон · a1 біла тура · d1 біла тура | e8 чорна тура · g8 чорний король · b7 чорний слон · f7 чорний пішак · h7 чорний пішак · a6 чорний пішак · d6 чорний слон · e6 чорний ферзь · g6 чорний пішак · c5 чорний пішак · d5 білий пішак · b4 чорний пішак · c4 білий ферзь · f4 білий слон · g4 чорний кінь · f3 білий король · g3 білий пішак · a2 білий пішак · b2 білий пішак · e2 білий кінь · g2 білий слон · a1 біла тура · d1 біла тура | e8 чорна тура · g8 чорний король · b7 чорний слон · f7 чорний пішак · h7 чорний пішак · a6 чорний пішак · d6 чорний слон · e6 чорний ферзь · g6 чорний пішак · c5 чорний пішак · d5 білий пішак · b4 чорний пішак · c4 білий ферзь · f4 білий слон · g4 чорний кінь · f3 білий король · g3 білий пішак · a2 білий пішак · b2 білий пішак · e2 білий кінь · g2 білий слон · a1 біла тура · d1 біла тура | e8 чорна тура · g8 чорний король · b7 чорний слон · f7 чорний пішак · h7 чорний пішак · a6 чорний пішак · d6 чорний слон · e6 чорний ферзь · g6 чорний пішак · c5 чорний пішак · d5 білий пішак · b4 чорний пішак · c4 білий ферзь · f4 білий слон · g4 чорний кінь · f3 білий король · g3 білий пішак · a2 білий пішак · b2 білий пішак · e2 білий кінь · g2 білий слон · a1 біла тура · d1 біла тура | e8 чорна тура · g8 чорний король · b7 чорний слон · f7 чорний пішак · h7 чорний пішак · a6 чорний пішак · d6 чорний слон · e6 чорний ферзь · g6 чорний пішак · c5 чорний пішак · d5 білий пішак · b4 чорний пішак · c4 білий ферзь · f4 білий слон · g4 чорний кінь · f3 білий король · g3 білий пішак · a2 білий пішак · b2 білий пішак · e2 білий кінь · g2 білий слон · a1 біла тура · d1 біла тура | 5 |
| 4 | e8 чорна тура · g8 чорний король · b7 чорний слон · f7 чорний пішак · h7 чорний пішак · a6 чорний пішак · d6 чорний слон · e6 чорний ферзь · g6 чорний пішак · c5 чорний пішак · d5 білий пішак · b4 чорний пішак · c4 білий ферзь · f4 білий слон · g4 чорний кінь · f3 білий король · g3 білий пішак · a2 білий пішак · b2 білий пішак · e2 білий кінь · g2 білий слон · a1 біла тура · d1 біла тура | e8 чорна тура · g8 чорний король · b7 чорний слон · f7 чорний пішак · h7 чорний пішак · a6 чорний пішак · d6 чорний слон · e6 чорний ферзь · g6 чорний пішак · c5 чорний пішак · d5 білий пішак · b4 чорний пішак · c4 білий ферзь · f4 білий слон · g4 чорний кінь · f3 білий король · g3 білий пішак · a2 білий пішак · b2 білий пішак · e2 білий кінь · g2 білий слон · a1 біла тура · d1 біла тура | e8 чорна тура · g8 чорний король · b7 чорний слон · f7 чорний пішак · h7 чорний пішак · a6 чорний пішак · d6 чорний слон · e6 чорний ферзь · g6 чорний пішак · c5 чорний пішак · d5 білий пішак · b4 чорний пішак · c4 білий ферзь · f4 білий слон · g4 чорний кінь · f3 білий король · g3 білий пішак · a2 білий пішак · b2 білий пішак · e2 білий кінь · g2 білий слон · a1 біла тура · d1 біла тура | e8 чорна тура · g8 чорний король · b7 чорний слон · f7 чорний пішак · h7 чорний пішак · a6 чорний пішак · d6 чорний слон · e6 чорний ферзь · g6 чорний пішак · c5 чорний пішак · d5 білий пішак · b4 чорний пішак · c4 білий ферзь · f4 білий слон · g4 чорний кінь · f3 білий король · g3 білий пішак · a2 білий пішак · b2 білий пішак · e2 білий кінь · g2 білий слон · a1 біла тура · d1 біла тура | e8 чорна тура · g8 чорний король · b7 чорний слон · f7 чорний пішак · h7 чорний пішак · a6 чорний пішак · d6 чорний слон · e6 чорний ферзь · g6 чорний пішак · c5 чорний пішак · d5 білий пішак · b4 чорний пішак · c4 білий ферзь · f4 білий слон · g4 чорний кінь · f3 білий король · g3 білий пішак · a2 білий пішак · b2 білий пішак · e2 білий кінь · g2 білий слон · a1 біла тура · d1 біла тура | e8 чорна тура · g8 чорний король · b7 чорний слон · f7 чорний пішак · h7 чорний пішак · a6 чорний пішак · d6 чорний слон · e6 чорний ферзь · g6 чорний пішак · c5 чорний пішак · d5 білий пішак · b4 чорний пішак · c4 білий ферзь · f4 білий слон · g4 чорний кінь · f3 білий король · g3 білий пішак · a2 білий пішак · b2 білий пішак · e2 білий кінь · g2 білий слон · a1 біла тура · d1 біла тура | e8 чорна тура · g8 чорний король · b7 чорний слон · f7 чорний пішак · h7 чорний пішак · a6 чорний пішак · d6 чорний слон · e6 чорний ферзь · g6 чорний пішак · c5 чорний пішак · d5 білий пішак · b4 чорний пішак · c4 білий ферзь · f4 білий слон · g4 чорний кінь · f3 білий король · g3 білий пішак · a2 білий пішак · b2 білий пішак · e2 білий кінь · g2 білий слон · a1 біла тура · d1 біла тура | e8 чорна тура · g8 чорний король · b7 чорний слон · f7 чорний пішак · h7 чорний пішак · a6 чорний пішак · d6 чорний слон · e6 чорний ферзь · g6 чорний пішак · c5 чорний пішак · d5 білий пішак · b4 чорний пішак · c4 білий ферзь · f4 білий слон · g4 чорний кінь · f3 білий король · g3 білий пішак · a2 білий пішак · b2 білий пішак · e2 білий кінь · g2 білий слон · a1 біла тура · d1 біла тура | 4 |
| 3 | e8 чорна тура · g8 чорний король · b7 чорний слон · f7 чорний пішак · h7 чорний пішак · a6 чорний пішак · d6 чорний слон · e6 чорний ферзь · g6 чорний пішак · c5 чорний пішак · d5 білий пішак · b4 чорний пішак · c4 білий ферзь · f4 білий слон · g4 чорний кінь · f3 білий король · g3 білий пішак · a2 білий пішак · b2 білий пішак · e2 білий кінь · g2 білий слон · a1 біла тура · d1 біла тура | e8 чорна тура · g8 чорний король · b7 чорний слон · f7 чорний пішак · h7 чорний пішак · a6 чорний пішак · d6 чорний слон · e6 чорний ферзь · g6 чорний пішак · c5 чорний пішак · d5 білий пішак · b4 чорний пішак · c4 білий ферзь · f4 білий слон · g4 чорний кінь · f3 білий король · g3 білий пішак · a2 білий пішак · b2 білий пішак · e2 білий кінь · g2 білий слон · a1 біла тура · d1 біла тура | e8 чорна тура · g8 чорний король · b7 чорний слон · f7 чорний пішак · h7 чорний пішак · a6 чорний пішак · d6 чорний слон · e6 чорний ферзь · g6 чорний пішак · c5 чорний пішак · d5 білий пішак · b4 чорний пішак · c4 білий ферзь · f4 білий слон · g4 чорний кінь · f3 білий король · g3 білий пішак · a2 білий пішак · b2 білий пішак · e2 білий кінь · g2 білий слон · a1 біла тура · d1 біла тура | e8 чорна тура · g8 чорний король · b7 чорний слон · f7 чорний пішак · h7 чорний пішак · a6 чорний пішак · d6 чорний слон · e6 чорний ферзь · g6 чорний пішак · c5 чорний пішак · d5 білий пішак · b4 чорний пішак · c4 білий ферзь · f4 білий слон · g4 чорний кінь · f3 білий король · g3 білий пішак · a2 білий пішак · b2 білий пішак · e2 білий кінь · g2 білий слон · a1 біла тура · d1 біла тура | e8 чорна тура · g8 чорний король · b7 чорний слон · f7 чорний пішак · h7 чорний пішак · a6 чорний пішак · d6 чорний слон · e6 чорний ферзь · g6 чорний пішак · c5 чорний пішак · d5 білий пішак · b4 чорний пішак · c4 білий ферзь · f4 білий слон · g4 чорний кінь · f3 білий король · g3 білий пішак · a2 білий пішак · b2 білий пішак · e2 білий кінь · g2 білий слон · a1 біла тура · d1 біла тура | e8 чорна тура · g8 чорний король · b7 чорний слон · f7 чорний пішак · h7 чорний пішак · a6 чорний пішак · d6 чорний слон · e6 чорний ферзь · g6 чорний пішак · c5 чорний пішак · d5 білий пішак · b4 чорний пішак · c4 білий ферзь · f4 білий слон · g4 чорний кінь · f3 білий король · g3 білий пішак · a2 білий пішак · b2 білий пішак · e2 білий кінь · g2 білий слон · a1 біла тура · d1 біла тура | e8 чорна тура · g8 чорний король · b7 чорний слон · f7 чорний пішак · h7 чорний пішак · a6 чорний пішак · d6 чорний слон · e6 чорний ферзь · g6 чорний пішак · c5 чорний пішак · d5 білий пішак · b4 чорний пішак · c4 білий ферзь · f4 білий слон · g4 чорний кінь · f3 білий король · g3 білий пішак · a2 білий пішак · b2 білий пішак · e2 білий кінь · g2 білий слон · a1 біла тура · d1 біла тура | e8 чорна тура · g8 чорний король · b7 чорний слон · f7 чорний пішак · h7 чорний пішак · a6 чорний пішак · d6 чорний слон · e6 чорний ферзь · g6 чорний пішак · c5 чорний пішак · d5 білий пішак · b4 чорний пішак · c4 білий ферзь · f4 білий слон · g4 чорний кінь · f3 білий король · g3 білий пішак · a2 білий пішак · b2 білий пішак · e2 білий кінь · g2 білий слон · a1 біла тура · d1 біла тура | 3 |
| 2 | e8 чорна тура · g8 чорний король · b7 чорний слон · f7 чорний пішак · h7 чорний пішак · a6 чорний пішак · d6 чорний слон · e6 чорний ферзь · g6 чорний пішак · c5 чорний пішак · d5 білий пішак · b4 чорний пішак · c4 білий ферзь · f4 білий слон · g4 чорний кінь · f3 білий король · g3 білий пішак · a2 білий пішак · b2 білий пішак · e2 білий кінь · g2 білий слон · a1 біла тура · d1 біла тура | e8 чорна тура · g8 чорний король · b7 чорний слон · f7 чорний пішак · h7 чорний пішак · a6 чорний пішак · d6 чорний слон · e6 чорний ферзь · g6 чорний пішак · c5 чорний пішак · d5 білий пішак · b4 чорний пішак · c4 білий ферзь · f4 білий слон · g4 чорний кінь · f3 білий король · g3 білий пішак · a2 білий пішак · b2 білий пішак · e2 білий кінь · g2 білий слон · a1 біла тура · d1 біла тура | e8 чорна тура · g8 чорний король · b7 чорний слон · f7 чорний пішак · h7 чорний пішак · a6 чорний пішак · d6 чорний слон · e6 чорний ферзь · g6 чорний пішак · c5 чорний пішак · d5 білий пішак · b4 чорний пішак · c4 білий ферзь · f4 білий слон · g4 чорний кінь · f3 білий король · g3 білий пішак · a2 білий пішак · b2 білий пішак · e2 білий кінь · g2 білий слон · a1 біла тура · d1 біла тура | e8 чорна тура · g8 чорний король · b7 чорний слон · f7 чорний пішак · h7 чорний пішак · a6 чорний пішак · d6 чорний слон · e6 чорний ферзь · g6 чорний пішак · c5 чорний пішак · d5 білий пішак · b4 чорний пішак · c4 білий ферзь · f4 білий слон · g4 чорний кінь · f3 білий король · g3 білий пішак · a2 білий пішак · b2 білий пішак · e2 білий кінь · g2 білий слон · a1 біла тура · d1 біла тура | e8 чорна тура · g8 чорний король · b7 чорний слон · f7 чорний пішак · h7 чорний пішак · a6 чорний пішак · d6 чорний слон · e6 чорний ферзь · g6 чорний пішак · c5 чорний пішак · d5 білий пішак · b4 чорний пішак · c4 білий ферзь · f4 білий слон · g4 чорний кінь · f3 білий король · g3 білий пішак · a2 білий пішак · b2 білий пішак · e2 білий кінь · g2 білий слон · a1 біла тура · d1 біла тура | e8 чорна тура · g8 чорний король · b7 чорний слон · f7 чорний пішак · h7 чорний пішак · a6 чорний пішак · d6 чорний слон · e6 чорний ферзь · g6 чорний пішак · c5 чорний пішак · d5 білий пішак · b4 чорний пішак · c4 білий ферзь · f4 білий слон · g4 чорний кінь · f3 білий король · g3 білий пішак · a2 білий пішак · b2 білий пішак · e2 білий кінь · g2 білий слон · a1 біла тура · d1 біла тура | e8 чорна тура · g8 чорний король · b7 чорний слон · f7 чорний пішак · h7 чорний пішак · a6 чорний пішак · d6 чорний слон · e6 чорний ферзь · g6 чорний пішак · c5 чорний пішак · d5 білий пішак · b4 чорний пішак · c4 білий ферзь · f4 білий слон · g4 чорний кінь · f3 білий король · g3 білий пішак · a2 білий пішак · b2 білий пішак · e2 білий кінь · g2 білий слон · a1 біла тура · d1 біла тура | e8 чорна тура · g8 чорний король · b7 чорний слон · f7 чорний пішак · h7 чорний пішак · a6 чорний пішак · d6 чорний слон · e6 чорний ферзь · g6 чорний пішак · c5 чорний пішак · d5 білий пішак · b4 чорний пішак · c4 білий ферзь · f4 білий слон · g4 чорний кінь · f3 білий король · g3 білий пішак · a2 білий пішак · b2 білий пішак · e2 білий кінь · g2 білий слон · a1 біла тура · d1 біла тура | 2 |
| 1 | e8 чорна тура · g8 чорний король · b7 чорний слон · f7 чорний пішак · h7 чорний пішак · a6 чорний пішак · d6 чорний слон · e6 чорний ферзь · g6 чорний пішак · c5 чорний пішак · d5 білий пішак · b4 чорний пішак · c4 білий ферзь · f4 білий слон · g4 чорний кінь · f3 білий король · g3 білий пішак · a2 білий пішак · b2 білий пішак · e2 білий кінь · g2 білий слон · a1 біла тура · d1 біла тура | e8 чорна тура · g8 чорний король · b7 чорний слон · f7 чорний пішак · h7 чорний пішак · a6 чорний пішак · d6 чорний слон · e6 чорний ферзь · g6 чорний пішак · c5 чорний пішак · d5 білий пішак · b4 чорний пішак · c4 білий ферзь · f4 білий слон · g4 чорний кінь · f3 білий король · g3 білий пішак · a2 білий пішак · b2 білий пішак · e2 білий кінь · g2 білий слон · a1 біла тура · d1 біла тура | e8 чорна тура · g8 чорний король · b7 чорний слон · f7 чорний пішак · h7 чорний пішак · a6 чорний пішак · d6 чорний слон · e6 чорний ферзь · g6 чорний пішак · c5 чорний пішак · d5 білий пішак · b4 чорний пішак · c4 білий ферзь · f4 білий слон · g4 чорний кінь · f3 білий король · g3 білий пішак · a2 білий пішак · b2 білий пішак · e2 білий кінь · g2 білий слон · a1 біла тура · d1 біла тура | e8 чорна тура · g8 чорний король · b7 чорний слон · f7 чорний пішак · h7 чорний пішак · a6 чорний пішак · d6 чорний слон · e6 чорний ферзь · g6 чорний пішак · c5 чорний пішак · d5 білий пішак · b4 чорний пішак · c4 білий ферзь · f4 білий слон · g4 чорний кінь · f3 білий король · g3 білий пішак · a2 білий пішак · b2 білий пішак · e2 білий кінь · g2 білий слон · a1 біла тура · d1 біла тура | e8 чорна тура · g8 чорний король · b7 чорний слон · f7 чорний пішак · h7 чорний пішак · a6 чорний пішак · d6 чорний слон · e6 чорний ферзь · g6 чорний пішак · c5 чорний пішак · d5 білий пішак · b4 чорний пішак · c4 білий ферзь · f4 білий слон · g4 чорний кінь · f3 білий король · g3 білий пішак · a2 білий пішак · b2 білий пішак · e2 білий кінь · g2 білий слон · a1 біла тура · d1 біла тура | e8 чорна тура · g8 чорний король · b7 чорний слон · f7 чорний пішак · h7 чорний пішак · a6 чорний пішак · d6 чорний слон · e6 чорний ферзь · g6 чорний пішак · c5 чорний пішак · d5 білий пішак · b4 чорний пішак · c4 білий ферзь · f4 білий слон · g4 чорний кінь · f3 білий король · g3 білий пішак · a2 білий пішак · b2 білий пішак · e2 білий кінь · g2 білий слон · a1 біла тура · d1 біла тура | e8 чорна тура · g8 чорний король · b7 чорний слон · f7 чорний пішак · h7 чорний пішак · a6 чорний пішак · d6 чорний слон · e6 чорний ферзь · g6 чорний пішак · c5 чорний пішак · d5 білий пішак · b4 чорний пішак · c4 білий ферзь · f4 білий слон · g4 чорний кінь · f3 білий король · g3 білий пішак · a2 білий пішак · b2 білий пішак · e2 білий кінь · g2 білий слон · a1 біла тура · d1 біла тура | e8 чорна тура · g8 чорний король · b7 чорний слон · f7 чорний пішак · h7 чорний пішак · a6 чорний пішак · d6 чорний слон · e6 чорний ферзь · g6 чорний пішак · c5 чорний пішак · d5 білий пішак · b4 чорний пішак · c4 білий ферзь · f4 білий слон · g4 чорний кінь · f3 білий король · g3 білий пішак · a2 білий пішак · b2 білий пішак · e2 білий кінь · g2 білий слон · a1 біла тура · d1 біла тура | 1 |
|   | a | b | c | d | e | f | g | h |   |

Чотири рази виступив на чемпіонаті світу ФІДЕ, який проходив за нокаут-системою:
- 1997 — Гронінген — пройшов до 4-го раунду, в якому поступився Олексію Дрєєву,
- 1999 — Лас-Вегас — потрапив до 4-го раунду, в якому програв Юдіт Полгар,
- 2001 — Москва — пройшов до 3-го раунду, в якому програв Майклові Адамсу,
- 2004 — триполі — потрапив до 3-го раунду, в якому поступився Михайлові Красенкову.

Тричі (у 1994, 1998 i 2004 роках) брав участь у шахових олімпіадах, кожного разу здобуваючи медалі: 1998 року — золоту, 2004-го — срібну i 1994-го — бронзову (всі три в командному заліку). У своєму доробку має також 2 золоті нагороди командних чемпіонатів світу, які завоював у Люцерні 1997 року (разом з командою і в особистому заліку на 4-й шахівниці), а також 2 срібні медалі командних чемпіонатів Європи, які виборов у Пулі також 1997 року (разом з командою і в особистому заліку на 3-й шахівниці).
У шаховому світі прославився перемогами над чемпіонами світу Русланом Пономарьовим (Сочі 2006) i Олександром Халіфманом (Москва 2005) у партіях, у яких вкрай оригінально розіграв сицилійський захист (1.e4 c5 2.Кa3). Також набула розголосу його виграшна комбінація в партії проти гросмейстера Сіфуентеса Паради (Вейк-ан-Зеє 1995), в якій він пожертвував ферзя i коня (позиція на діаграмі): 31…Фe3+! 32.С: e3 Т: e3+! 33.Кр: g4 Сc8+ 34.Kpg5 h6+! 35.Kр: h6 Тe5 i білі здались через неможливість уникнути мату.
Найвищий рейтинг Ело дотепер мав станом на 1 січня 2012 року — 2688 пунктів. А найвище місце, 23-тє, посідав станом на 1 жовтня 2002 року, маючи 2680 пунктів.

## Зміни рейтингу
| На цьому місці має відображатися графік чи діаграма, однак з технічних причин його відображення наразі вимкнено. Будь ласка, не видаляйте код, який викликає це повідомлення. Розробники вже працюють для того, щоби відновити штатне функціонування цього графіка або діаграми. | |
| | На цьому місці має відображатися графік чи діаграма, однак з технічних причин його відображення наразі вимкнено. Будь ласка, не видаляйте код, який викликає це повідомлення. Розробники вже працюють для того, щоби відновити штатне функціонування цього графіка або діаграми. |